# Мастер M. S.
Мастер М. S. (венг. M S mester или M. S. mester) — неизвестный по имени венгерский или немецкий художник, творческая активность которого в современной Центральной Словакии относится к периоду между 1500 и 1510 годами. Был назван по стилизованной монограмме «M + S», которой он подписывал свои произведения.

## Биография
Единственная известная нам работа Мастера — выполненный в 1506 году большой алтарный полиптих из старой церкви Пресвятой Девы Марии (впоследствии она была встроена в крепость Старый замок) в городе Шельмецбанья (Selmecbánya), одном из самых богатых в начале XVI века шахтерских городов Верхней Венгрии (сейчас — Банска-Штьявница, Словакия). Прежде считалось, что алтарь находился в церкви Святой Екатерины.
Историки немецкого и венгерского искусства неоднократно пытались определить имя художника, скрывавшегося под этой монограммой. Наибольшей популярностью пользуются в настоящее время три версии:
- Йорг Брей Старший (ок. 1475/1480, Аугсбург — 1537) — живописец и гравёр, представитель дунайской школы живописи. Влияние дунайской школы заметно в работах Мастера M. S.
- Mастер M. Z.[1]. В настоящее время принято считать, что под этой монограммой скрывался Matthäus Zaisinger[2] (1478—1555) — немецкий гравёр, золотых дел мастер и рисовальщик из Мюнхена, от которого сохранилось 22 офорта и 3 рисунка (хранятся в музеях в Берлине, Нюрнберге и Мюнхене). В этих работах заметно итальянское влияние, он некоторое время проживал в Италии (в 1500 году, в Святой год, совершил паломничество в Рим). Этот художник, хотя знал и использовал графические работы молодого Дюрера, был старше его и, вероятно, родился в 1450 году. Его офорты были сделаны после поездки в Рим. Алтарные панели в Selmecbánya в этом случае — более поздние и основные его работы[3][4]
- Венгерский художник Себастьян (венг. Sebestyén), упоминаемый в городских документах Selmecbánya под 1507 годом.

## Стиль
Творчество Мастера сочетает в себе драматизм, красочность, декоративность, глубину, имеет сходство с работами Альбрехта Дюрера, дунайской школы и Маттиаса Грюневальда. Также оно наследует некоторые традиции фламандских живописцев конца XV века.

## Произведения
Единственная известная нам работа Мастера — выполненный в 1506 году алтарный полиптих церкви Пресвятой Девы Марии в Банска Штьявница. Только семь из восьми первоначальных алтарных панелей сохранились, в настоящее время они находятся в разных собраниях. Верхний ряд алтаря состоял из четырёх изображений радостных событий в жизни Иисуса:
- «Благовещение», оно в настоящее время утеряно
- «Встреча Марии с Елизаветой», в настоящее время в Музее изобразительных искусств, Будапешт
- «Рождество Христово», находится в церкви Святого Антония (деревня Szentantal в Центральной Словакии)
- «Поклонение волхвов», находится во Дворце изящных искусств Лилля (с конца XIX века), Франция

Нижний ряд алтаря состоит из четырёх эпизодов Страстей Христовых, все они находятся в Христианском музее, Эстергом:
- «Христос на Масличной горе»
- «Несение креста»
- «Распятие»
- «Воскресение»

Мастер M. S., вероятно, также принял участие в работе над скульптурами, которые были частью алтаря. Некоторые из этих скульптур сохранились, но степень участия художника в их создании неизвестна.

## Галерея

Мастер M. S. Встреча Марии и Елизаветы
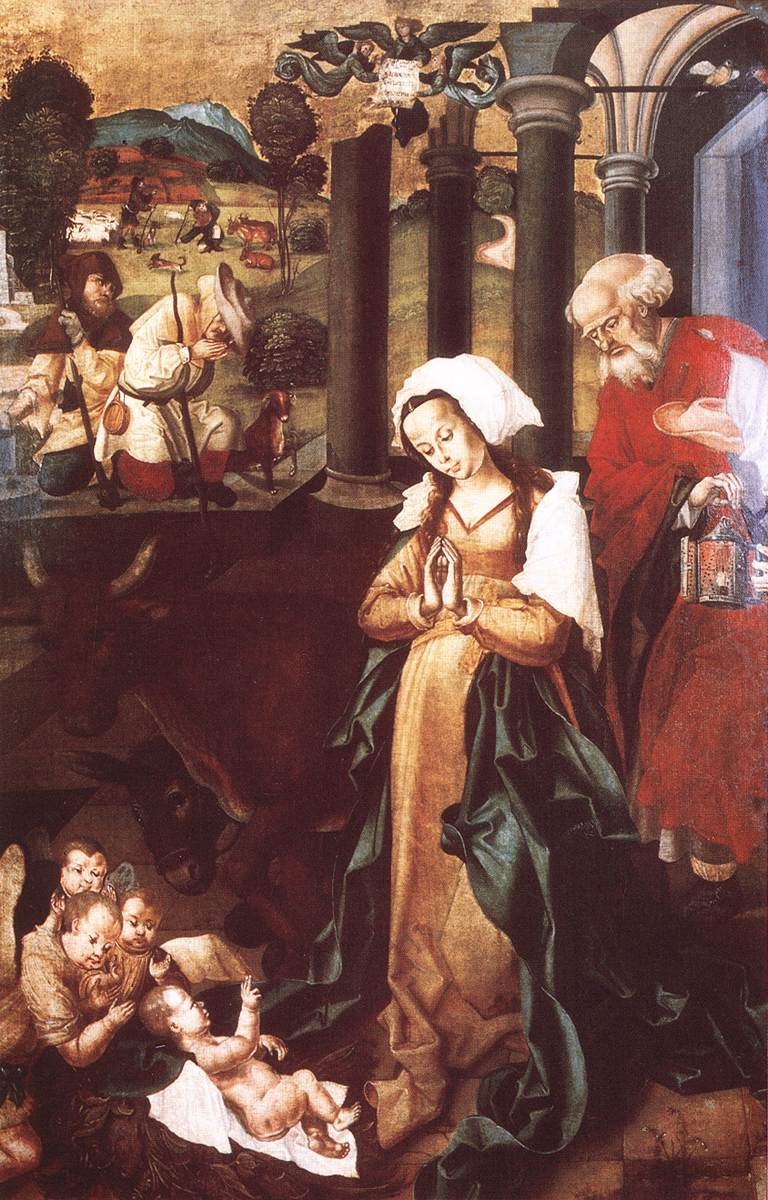
Мастер M. S. Рождество Христово
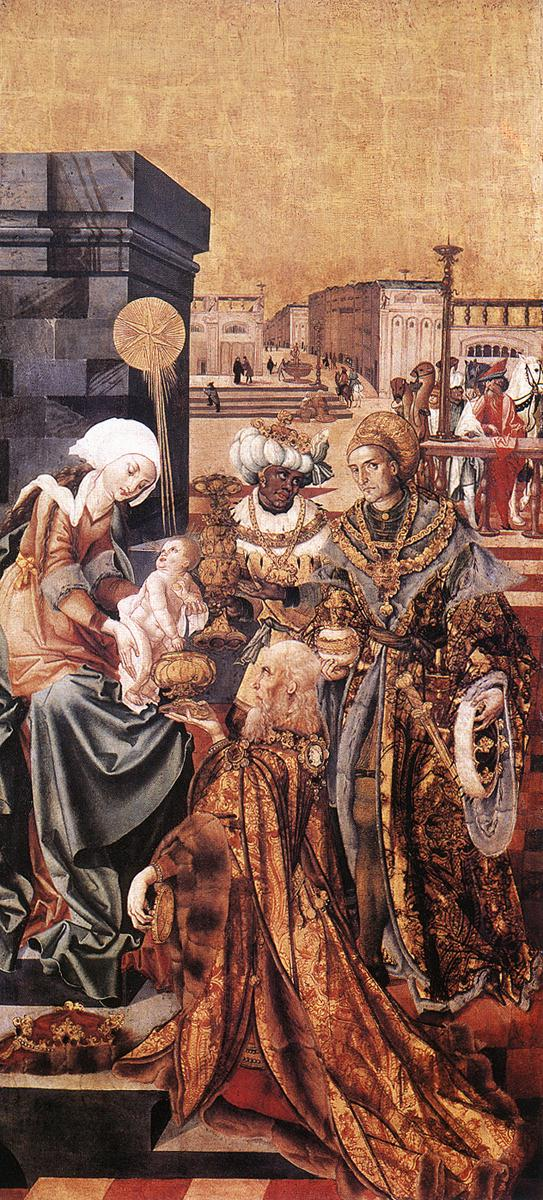
Мастер M. S. Поклонение волхвов
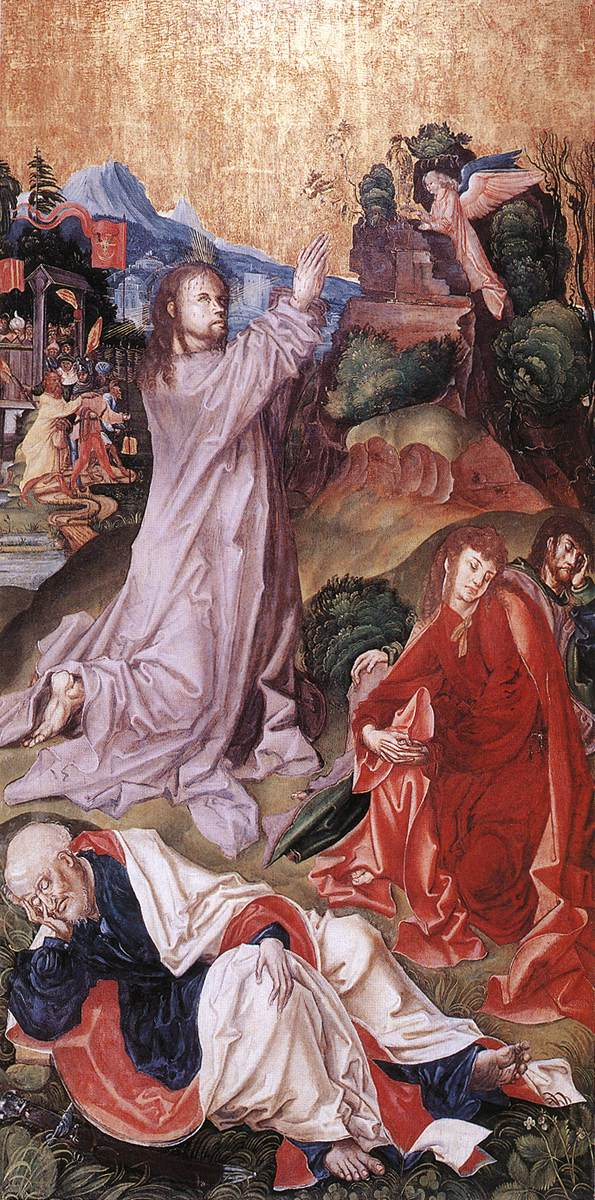
Мастер M. S. Христос на Масличной горе
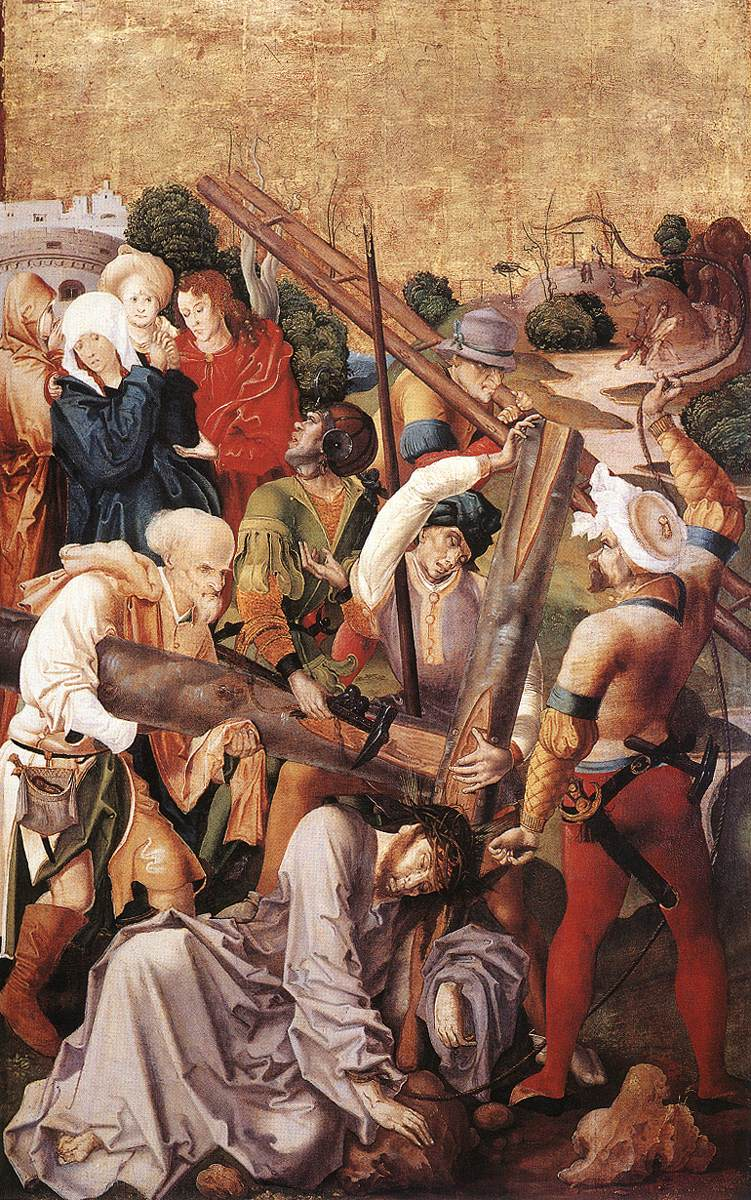
Мастер M. S. Несение креста
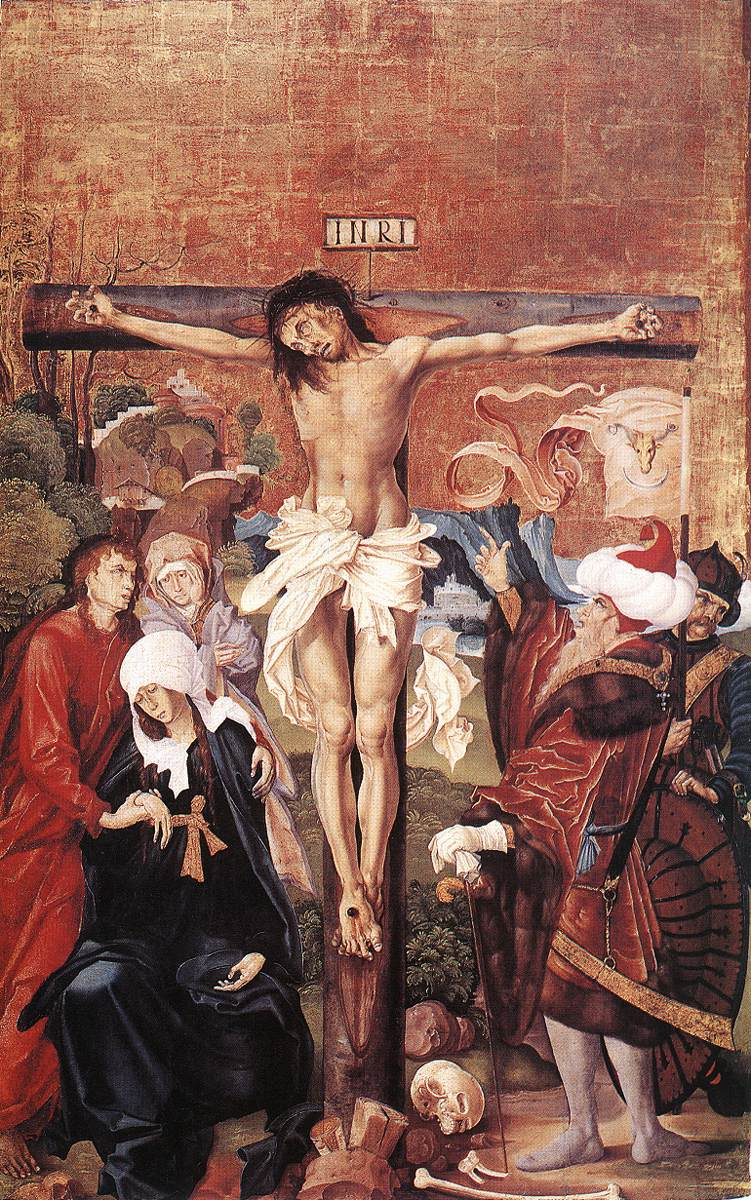
Мастер M. S. Распятие
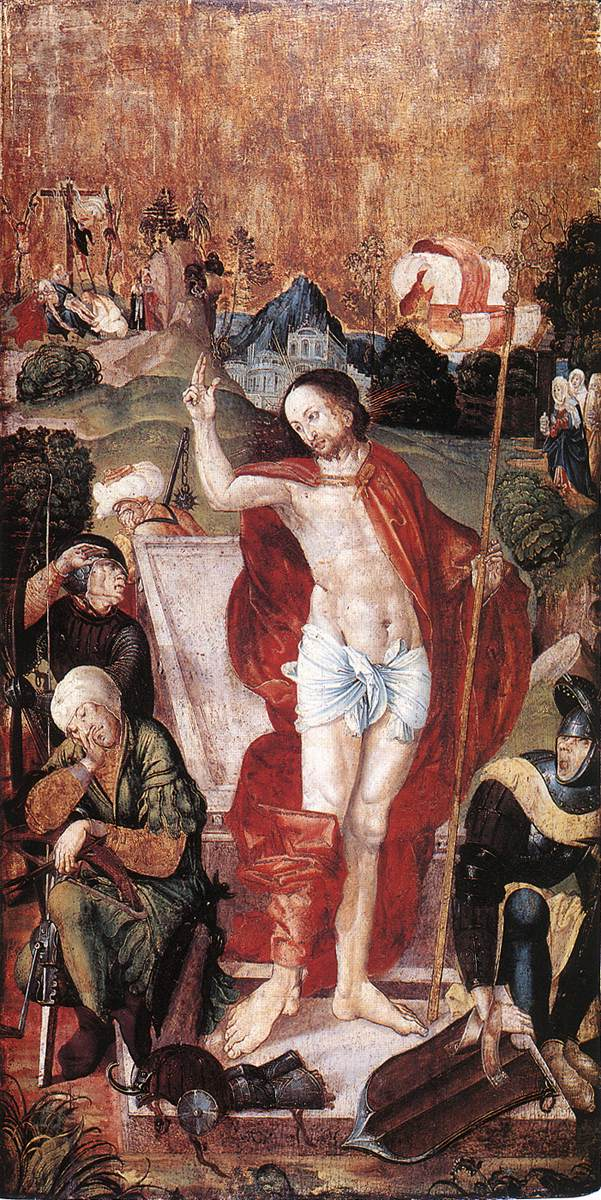
Мастер M. S. Воскресение